# 우지야마다역
우지야마다역(일본어: 宇治山田駅)은 일본 미에현 이세시에 위치한 긴키 닛폰 철도 야마다 선의 철도역이다. 역 번호는 M 74이며, 상대식 · 섬식 3면 4선의 구조를 갖춘 고가역이다. 야마다 선의 종착역이기도 하며, 도바 선과는 여기서부터 직결 운행된다.

## 타는 곳
| 1 | M 야마다 선 (환승 전용) | 이세나카가와 방면 (아침 · 야간 일부 보통만)                   |
| 2 | M 야마다 선 (환승 전용) | 이세나카가와 · 나고야 · 오사카난바 · 고베산노미야 · 교토 방면 |
| 3 | M 야마다 선 - 도바 선   | 도바 · 시마이소베 · 가시코지마 방면                           |
| 4 | M 야마다 선 - 도바 선   | 이세나카가와 · 나고야 · 오사카난바 · 고베산노미야 · 교토 방면 |

## 이용 현황
| 연도 | 승차 인원 |
| ---- | --------- |
| 1997 | 6,851     |
| 1998 | 6,491     |
| 1999 | 6,108     |
| 2000 | 5,880     |
| 2001 | 5,823     |
| 2002 | 5,744     |
| 2003 | 5,594     |
| 2004 | 5,524     |
| 2005 | 5,440     |
| 2006 | 5,417     |
| 2007 | 5,373     |
| 2008 | 5,404     |
| 2009 | 5,235     |
| 2010 | 5,238     |
| 2011 | 5,406     |
| 2012 | 5,551     |
| 2013 | 6,699     |
| 2014 | 6,159     |
| 2015 | 5,950     |

## 역 주변
- 이세 시청
- 이세 신궁 도요케다이 신궁 (외궁)
- 이세 시 관광 문화회관
- 이세시역

## 인접 역
| 긴키 닛폰 철도 야마다 선     | 긴키 닛폰 철도 야마다 선 | 긴키 닛폰 철도 야마다 선 |
| ---------------------------- | ------------------------ | ------------------------ |
| M73 이세시 이세나카가와 방면 | M 야마다 선              | 시·종착역                |
| 긴키 닛폰 철도 도바 선       |                          |                          |
| 시·종착역                    | M 도바 선                | 이스즈가와 M75 도바 방면 |